# Speak to Me
"Speak to Me" er det første nummer fra det britiske progressive rockband Pink Floyds album, Dark Side of the Moon fra 1973, hvorpå den virker som en ouverture. Trommeslageren Nick Mason står nævnt som den der har skrevet sangen, selvom bandets centrale sangskriver Roger Waters efterfølgende har sagt at det var en "gave" til Mason, en som Waters senere fortrød efter sin bitre afsked med gruppen. 

## Komposition
Selve sangen har ingen tekst (selvom den indeholder dele af de samtalebånd som Pink Floyd optog, såvel som en stump af Clare Torrys sang fra "The Great Gig In The Sky"), og består af en række lydeffekter. Den fører til den første egentlige sang på albummet, "Breathe". Derfor spilles de to sange oftest sammen når de spilles i radioen.

### Lydeffekter
Bemærkelsesværdige lydeffekter er blandt andre:
- Hjertebanken; dette kan også høres i slutningen af "Eclipse"
- Ur tikker; afspejler sangen "Time"
- Manisk latter; afspejler sangen "Brain Damage"
- Kasseapparat; afspejler sangen "Money"
- Helikopterstøj; afspejler sangen "On the Run"
- Jamren/skrigen; afspejler sangen "The Great Gig in the Sky"

## Tale
| Citat | I've been mad for fucking years, absolutely years, been over the edge for yonks, been working me buns off for bands.... | Citat |
|       | |       |

| Citat | I've always been mad, I know I've been mad, like the most of us are...very hard to explain why you're mad, even if you're not mad... | Citat |
|       | |       |